# Шарай, Владислав Геннадьевич
Владисла́в Генна́дьевич Шара́й (укр. Станіслав Геннадійович Шарай; род. 25 мая 1997, Ромны, Сумская область) — украинский футболист, полузащитник клуба «Верес».

## Биография
Воспитанник молодежной академии клуба «Княжа (Счастливое)».
Взрослую футбольную карьеру начал в 2015 году, выступая на любительском уровне в составе сборной Киевской области. Летом 2015 подписал контракт с донецким «Олимпиком», но в составе донецкой команды выступал только в молодёжной Премьер-лиге (U-19). За юношеские и молодежные команды «Олимпика» в чемпионатах Украины сыграл 62 матча и отличился 10-ю голами. В июле 2017 года на правах аренды перешел в краматорский «Авангард». В составе краматорчан дебютировал 15 июля 2017 в проигранном поединке Первой лиги против петровского «Ингульца».
Летом 2018 года перешел в «Сумы», за который провел 10 матчей в Первой лиге, голами не отличился.
Летом 2019 присоединился к клубу «Альянс». В первый же сезон стал лучшим бомбардиром команды, забив за сезон 15 мячей, а также стал лучшим бомбардиром кубка Украины, отличившись четырьмя голами. После двух лет в «Альянсе» перешел в коллектив УПЛ — «Ингулец». За команду провел 10 матчей, но отличиться смог лишь в одном — 28 августа 2021 года в игре против «Мариуполя» оформил дубль.
Покинул «Ингулец» зимой 2021 года. В январе 2022 года вернулся в «Альянс», но из-за досрочного завершения сезона 2021/2022 в Первой лиге не сумел провести официальный матч по возвращении. В июле 2022 года присоединился к другому клубу УПЛ — ровенскому «Вересу».

## Семья
Брат-близнец Станислав также профессиональный футболист